# Kana (teatr)
Teatr Kana – polski teatr alternatywny założony w Szczecinie w październiku 1979 przez instruktora teatralnego Zygmunta Duczyńskiego oraz jego uczniów. Jego siedzibą jest Ośrodek Teatralny Kana, mieszczący się od 1994 roku w kamienicy przy pl. Piotra i Pawła 4/5 w Szczecinie.
Ośrodek jest bazą dla realizacji spektakli, działań artystycznych, festiwali, projektów kulturalnych, społecznych, edukacyjnych i badawczych. Rocznie organizuje ok. 80 wydarzeń kulturalnych skierowanych do mieszkańców Szczecina i regionu, a także buduje międzynarodową sieć współpracy pomiędzy europejskimi ośrodkami sztuki. Najważniejsze projekty Ośrodka Teatralnego Kana to: Spoiwa kultury (festiwal teatralno-muzyczny o charakterze otwartym, realizowany w Szczecinie od 1999 r., wyróżniony nagrodą Oko Recenzenta), Międzynarodowe Spotkania Teatralne OKNO, W poszukiwaniu tożsamości miejsca (projekt autorski łączący działania badawcze, artystyczne, dokumentacyjne i promocyjne związane z historią i współczesnością Szczecina). Ośrodek Teatralny Kana też jest jednym z organizatorów Ogólnopolskiego Przeglądu Teatrów Małych Form KONTRAPUNKT w Szczecinie, festiwalu Musica Genera, festiwalu Japan Now oraz innych ważnych dla miasta i regionu wydarzeń kulturalnych. W Ośrodku odbywają się także projekty rezydencjalne.
Za działalność kulturotwórczą i promocyjną Prezydent Miasta Szczecina przyznał Teatrowi Kana honorowy tytuł Ambasadora Szczecina.
Zespół Ośrodka (stan na rok 2021): Bibianna Chimiak, Weronika Fibich, Ewa Głodek, Paula Jarmołowicz, Marta Poniatowska, Anna Rogowska, Ewa Szostak, Rafał Foremski, Tomasz Grygier, Darek Mikuła, Piotr Motas, Janusz Turkowski.

## Historia
Początkowo, jeszcze przed otrzymaniem siedziby, zespół działał jako teatr studencki, a organizowane w szczecińskich klubach studenckich projekty określał tytułem Ośrodek Misteria.
Przełomowe dla istnienia teatru znaczenie miał monodram Jacka Zawadzkiego na podstawie twórczości Wieniedikta Jerofiejewa: Moskwa – Pietuszki (1989). Był wielokrotnie prezentowany na festiwalach oraz w ośrodkach sztuki w Polsce, a także w Moskwie, Berlinie, Amterdamie, Londynie, Edynburgu, Los Angeles, San Diego, Orange Country, San Francisco; uzyskując pozytywne recenzje w takich magazynach jak „Los Angeles Times” czy „The Herald”.
Widowisko Noc (1993) było - obok monodramu Moskwa – Pietuszki - jednym z najważniejszych dokonań artystycznych Teatru Kana. Na Światowym Festiwalu Sztuki w Edynburgu zostało nagrodzone nagrodą Fringe First (za najlepsze przedstawienie offowe) oraz, jako pierwszy polski zespół, nagrodą Critics’ Award Edinburgh International (wraz z Berliner Ensemble oraz Abbey Theatre z Dublina). Pokazywane było z sukcesami na wielu festiwalach teatralnych, a także ośrodkach sztuki w kraju i za granicą (w Wielkiej Brytanii, Stanach Zjednoczonych, Holandii, Rosji, Niemczech). Recenzje spektaklu ukazały się w takich czasopismach jak: „The Times”, „Los Angeles Times”, „Los Angeles Weekly”, „The Herald”, „The Scotsman”, „Backstage”.
W 1995 w uznaniu wieloletnich osiągnięć artystycznych oraz działalności wzbogacającej szczecińskie życie artystyczne, Prezydent Szczecina Bartłomiej Sochański przyznał Zygmuntowi Duczyńskiemu i Teatrowi Kana Nagrodę Artystyczną Miasta Szczecina za rok 1994.
Po śmierci Zygmunta Duczyńskiego w 2006 roku zespół Teatru Kana wraz z Arkadiuszem Buszko dokończył pracę nad spektaklem "Geist". Do końca 2006 roku Ośrodek był prowadzony w ramach działalności Stowarzyszenia Teatr Kana (którego działalność pozwoliła na stworzenie struktury merytorycznej i organizacyjnej Ośrodka), od 1 stycznia 2007 roku ma status instytucji kultury, której organizatorem jest Gmina Miasto Szczecin oraz Samorząd Województwa Zachodniopomorskiego. Obecnie prowadzony jest przez wieloletnich współpracowników Zygmunta Duczyńskiego, a jego kierownikiem artystycznym jest Dariusz Mikuła.
W marcu 2018 roku powołane zostały dwie stałe grupy warsztatowe - Połowisko oraz t.Kanka - prowadzone przez aktorów i pracowników Teatru Kana: Bibiannę Chimiak, Martę Giers-Sanecką, Karolinę Sabat, Piotra Starzyńskiego; we współpracy z Martą Poniatowską i Januszem Turkowskim.

## Spektakle
- 1978 – Być
- 1979 – Spektakl
- 1980 – Abbadon
- 1982 – Księga o życiu i śmierci i twórczości Osipa Mandelsztama
- 1983 – Krótka historia Europy
- 1984 – Droga
- 1985 – Czarne światła
- 1987 – Bezsenność
- 1989 – Moskwa - Pietuszki
- 1992 – 43 kilometr, akcja teatralno - muzyczna
- 1992 – Płomień, happening powarsztatowy
- 1993 – Noc
- 1996 – Szlifierze nocnych diamentów
- 2000 – Ja, Henryk Bilke
- 2000 – J. P. odkrywa Amerykę
- 2000 – Rajski ptak
- 2003 – Miłość Fedry
- 2003 – Widmokrąg
- 2007 – Geist – po śmierci reżysera Zygmunta Duczyńskiego spektakl dokończony przez zespół we współpracy z Arkadiuszem Buszko
- 2009 – Lailonia
- 2011 – Niewypowiedziane
- 2013 – Hotel Misery deLuxe (w koprodukcji z Teatrem Krepsko z Pragi)
- 2014 – Projekt: Matka
- 2016 – Projekt: Ojciec
- 2017 – Gęstość zaludnienia
- 2018 – Na lightcie
- 2019 – Pęknięcia (spektakl grupy teatralnej t.Kanka działającej pod okiem aktorów i pracowników Ośrodka Teatralnego Kana)
- 2019 – To były akacje (spektakl grupy teatralnej Połowisko działającej pod okiem aktorów i pracowników Ośrodka Teatralnego Kana)
- 2019 – Sit-down tragedy
- 2020 – FEMINO 2.0 (spektakl grupy teatralnej t.Kanka)